# 本德尔·邓恩多项式

本德尔-邓恩多项式

本德尔·邓恩多项式(Bender-Dunne polynomials)是一个正交多项式，定义如下：.
{\displaystyle P_{0}(x)=1}, 
{\displaystyle P_{1}(x)=x} ,
当 {\displaystyle n>1}:
{\displaystyle P_{n}(x)=xP_{n-1}(x)+16(n-1)(n-J-1)(n+2s-2)P_{n-2}(x)}

## 例子
{\displaystyle {\begin{aligned}P[2]&=x^{2}+32*s-32*s*J\\P[3]&=x^{3}+160*x*s-96*x*s*J+64*x-32*x*J\\P[4]&=x^{4}+448*x^{2}*s-192*x^{2}*s*J+352*x^{2}-128*x^{2}*J+9216*s-12288*s*J+9216*s^{2}-12288*s^{2}*J+3072*s*J^{2}+3072*s^{2}*J^{2}.\end{aligned}}}